# Tessah Andrianjafitrimo
Tessah Andrianjafitrimo (født 11. oktober 1998 i Montpellier, Frankrig) er en professionel tennisspiller fra Frankrig.